# Eublemma dissecta
Eublemma dissecta är en fjärilsart som beskrevs av Saalmüller 1891. Eublemma dissecta ingår i släktet Eublemma och familjen nattflyn. Inga underarter finns listade i Catalogue of Life.